# Thrixopelma cyaneolum
Thrixopelma cyaneolum is een spinnensoort in de taxonomische indeling van de vogelspinnen (Theraphosidae).
Het dier behoort tot het geslacht Thrixopelma. De wetenschappelijke naam van de soort werd voor het eerst geldig gepubliceerd in 2005 door Joachim Schmidt, Friebolin & Friebolin.